# Jakob Korte
Jakob Benjamin Korte (* 15. Juni 2003 in Münster) ist ein deutscher Fußballspieler. Der defensive Mittelfeldspieler steht bei Preußen Münster unter Vertrag.

## Karriere
Korte spielte in seiner Jugend für den SV Blau-Weiß Aasee sowie Borussia Münster, mit deren E-Junioren-Mannschaft er 2014 Hallenstadtmeister, bester Spieler und Torschützenkönig wurde. Er wurde im Jahr 2015 Westfalenmeister der D-Junioren von Borussia Münster. Im Jahr 2016 wurde er mit der U 13 von Borussia Münster Meister in der Leistungsliga sowie Kreismeister der D-Junioren und spielte für den Kreis Münster/Warendorf um den Aufstieg in die Bezirksliga. Im Finale gegen den SC Greven 09 erzielte er den ersten Treffer und legte für den zweiten, ein Eigentor, auf. Im Jahr 2016 wechselte er in die Jugendabteilung des SC Preußen Münster, wo er in der Saison 2019/20 noch als Abwehrspieler eingesetzt wurde.
Zunächst spielte Korte in den Spielzeiten 2022/23 bis 2024/25 in der zweiten Mannschaft des SC Preußen Münster in der Oberliga Westfalen, mit der er in seiner ersten Saison Vizemeister wurde und auf insgesamt 52 Einsätze sowie einen weiteren Einsatz in der Oberliga-Endrunde kam.
Am zehnten Spieltag der Saison 2024/25 bestritt er sein erstes Spiel in der 2. Bundesliga, als er am 27. Oktober 2024 beim Auswärtsspiel gegen Eintracht Braunschweig eingewechselt wurde, ohne jemals zuvor in der Regionalliga West oder der 3. Liga gespielt zu haben. Bis zur Winterpause folgte eine weitere Einwechslung.
Mitte Januar 2025 wechselte Korte bis zum Saisonende auf Leihbasis in die Regionalliga Nord zum VfB Lübeck. Nach zehn Ligaeinsätzen (achtmal in der Startelf, ein Tor) verließ er den Verein mit dem Leihende wieder.

## Privates
In seiner Jugend spielte Korte Tennis für den THC Münster und wurde im Jahr 2015 Kreismeister in der Altersklasse U12. Korte studiert Sportwissenschaften an der Ruhr-Universität Bochum.